# Evangelischer Friedhof Hattingen

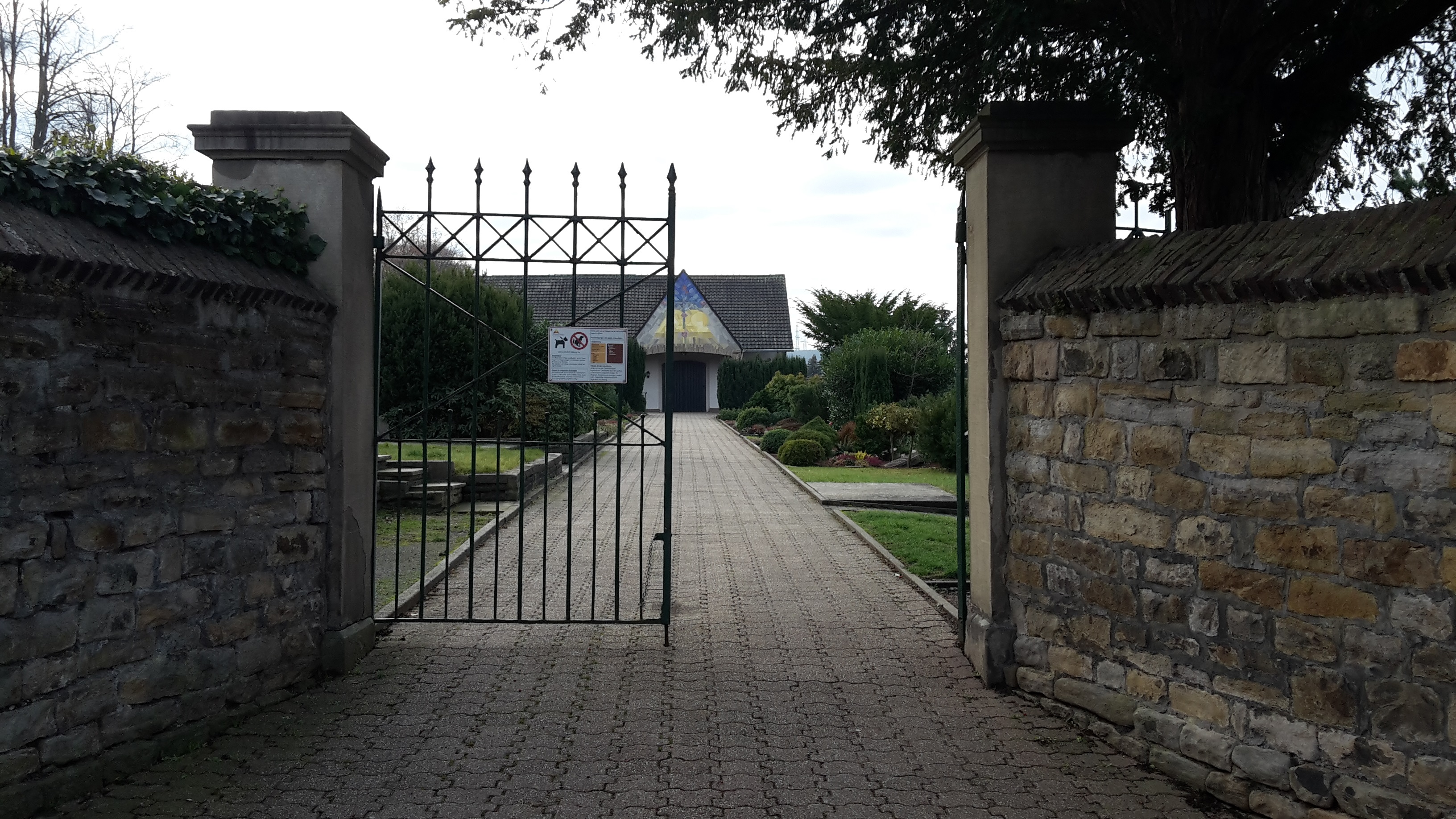
Friedhofskapelle

Der Evangelische Friedhof Hattingen befindet sich südöstlich der Altstadt von Hattingen. Er entstand ab 1864 und wird von den drei Kirchengemeinden St. Georg, Johannes und Winz-Baak gemeinsam geführt. Er verfügt über Eingänge an der Bredenscheider Straße, Friedrichstraße und Waldstraße, sowie vom Park am Blumenweg.
Der Friedhof ist weiträumig angelegt, zwischen den Grabparzellen befinden sich mit Gras bewachsene Zwischenräume. Auf dem Friedhof liegen unter anderem die Gräber der Familie Birschel und der Familie Hill. Auf einer als Grabsteinmuseum bezeichneten Fläche steht unter anderem der Grabstein des Sanitätsrats Ferdinand Krüger. An mehreren Stellen befinden sich Kriegsgräber und Kolumbarien. Zum Friedhof zählt eine Friedhofskapelle. Ein sogenannter Trauerparcours erklärt die fünf Phasen des Trauerns für die Hinterbliebenen.